# الانتخابات التشريعية الإسرائيلية 2022
أجريت الانتخابات التشريعية في إسرائيل في 1 تشرين الثاني (نوفمبر) 2022 لانتخاب أعضاء الكنيست الخامسة والعشرين. كان من المقرر مبدئيًا إجراء الانتخابات المقبلة للكنيست بعد انتخابات 2021 في موعد أقصاه 11 نوفمبر 2025، وفقًا لولاية مدتها أربع سنوات المنصوص عليها في القانون الأساسي. وحصلت حكومة الوحدة، المشكلة من ثمانية أحزاب سياسية، على أضيق أغلبية ممكنة (61 مقعدًا) في الكنيست المؤلف من 120 مقعدًا. في نيسان (أبريل) 2022، انسحبت عضو الكنيست عيديت سيلمان من الائتلاف الحاكم فتركه هذا بلا أغلبية.
في 20 يونيو 2022، بعد عدة هزائم تشريعية للائتلاف الحاكم في الكنيست، أعلن رئيس الوزراء نفتالي بينيت ورئيس الوزراء البديل يائير لابيد تقديم مشروع قانون لحل الكنيست الـ24، الذي تمت الموافقة عليه في 30 يونيو. في الوقت نفسه، وفقًا لاتفاقية التناوب التي كانت جزءًا من اتفاق تحالف 2021، أصبح لبيد رئيسًا للوزراء، ويعمل بصفة مؤقتة حتى إجراء الانتخابات في 1 نوفمبر.
كانت هذه هي الانتخابات التشريعية الخامسة في السنوات الثلاث والنصف الماضية، حيث لم يتمكن أي حزب منذ عام 2019 من تشكيل ائتلاف مستقر. تم تسجيل 40 حزبًا سياسيًا للترشح لهذه الانتخابات، على الرغم من أنه من المتوقع أن يحقق 12 إلى 14 حزباً فقط نسبة 3.25٪ كحد أدنى للفوز بمقعد واحد على الأقل في ظل نظام التمثيل النسبي لقائمة إسرائيل المغلقة بالنسبة لمقاعد الكنيست البالغ عددها 120 مقعدًا.

## خلفية
الفترة الممتدة من الجمود السياسي التي أدت إلى الانتخابات كانت نتيجة أربع انتخابات غير حاسمة (أبريل 2019، سبتمبر 2019، 2020 و2021). في أبريل وسبتمبر 2019، لم يتمكن أي من رئيس الوزراء حينها بنيامين نتنياهو ولا زعيم حزب المعارضة الرئيسي أزرق أبيض بيني غانتس من حشد 61 مقعدًا أغلبية حاكمة، مما أدى إلى انتخابات جديدة. في مارس 2020، أسفرت عن تشكيل حكومة وحدة وطنية بين نتنياهو وغانتس، التي انهارت في ديسمبر بعد نزاع على الميزانية، مما أدى إلى انتخابات أخرى في مارس 2021. أدت انتخابات عام 2021 إلى تشكيل حكومة وحدة أخرى بين ثمانية أحزاب سياسية، حيث أصبح زعيم حزب يمينا نفتالي بينيت وزعيم يش عتيد، يائير لابيد رئيسًا للوزراء ورئيسًا مناوبًا للوزراء على التوالي. وافق بينيت ولبيد على التناوب على مناصبهم بعد عامين، مع تولي بينيت منصب رئيس الوزراء، وأصبح لبيد رئيس الوزراء البديل.
عند تشكيل الحكومة في يونيو 2021، شغلت 61 مقعدًا (جميع أعضاء الكنيست من الأحزاب الائتلافية باستثناء عميحاي شيكلي في يمينا) في الكنيست. في 6 أبريل 2022، استقالت عضو الكنيست عيديت سيلمان عن يمينا من الائتلاف، مما تسبب في خسارة الائتلاف الحاكم للأغلبية في الكنيست. استشهدت سيلمان بقرار من وزير الصحة نيتسان هورويتز لفرض حكم محكمة يسمح لزوار المستشفى بالدخول مع شاميتز (خبز مخمر) خلال عيد الفصح (وهو أمر محظور بموجب القانون اليهودي)، وأعمال التحالف الأخرى المتعلقة بالدين. في 19 مايو، استقالت عضو الكنيست غيداء ريناوي زعبي من ميرتس من الائتلاف، زاعمة أن الحكومة اتخذت موقفًا متشددًا بشأن القضايا الإسرائيلية الفلسطينية، وخفضت عدد مقاعدها في الكنيست إلى أقلية تبلغ 59 مقعدًا. عادت للانضمام إلى الائتلاف بعد ثلاثة أيام، ولكن في 7 يونيو، انضمت إلى المعارضة في التصويت ضد مشروع قانون كان من شأنه تجديد تطبيق القانون الإسرائيلي في مستوطنات الضفة الغربية، والذي كان من المقرر أن ينتهي في يوليو. تم دعم مشروع القانون من قبل الحكومة. في 13 يونيو / حزيران، غادر عضو الكنيست نير أورباخ من يمينة التحالف، بحجة أن أعضاء التحالف اليساريين كانوا يحتجزونه كرهينة.
في 20 يونيو، أعلن بينيت ولبيد تقديم مشروع قانون لحل الكنيست في بيان مشترك، ينص على أن لبيد سيصبح رئيس الوزراء المؤقت بعد الحل. أدى حل الكنيست تلقائيًا إلى تأخير انتهاء صلاحية المراسيم حتى 90 يومًا من تشكيل الحكومة المقبلة. أقر مشروع قانون حل الكنيست قراءته الأولى في 28 حزيران (يونيو). أقر مشروع القانون قراءته الثالثة في 29 يونيو وتم تحديد موعد الانتخابات في 1 نوفمبر 2022. اختار بينيت الانسحاب من السياسة وعدم السعي لإعادة انتخابه. استقال من منصب زعيم يمينة في 29 يونيو وخلفه أييليت شاكيد.
في 30 يونيو، وفقًا لاتفاق التحالف، خلف لبيد بينيت في منصب رئيس الوزراء المؤقت.

## الحملة الانتخابية

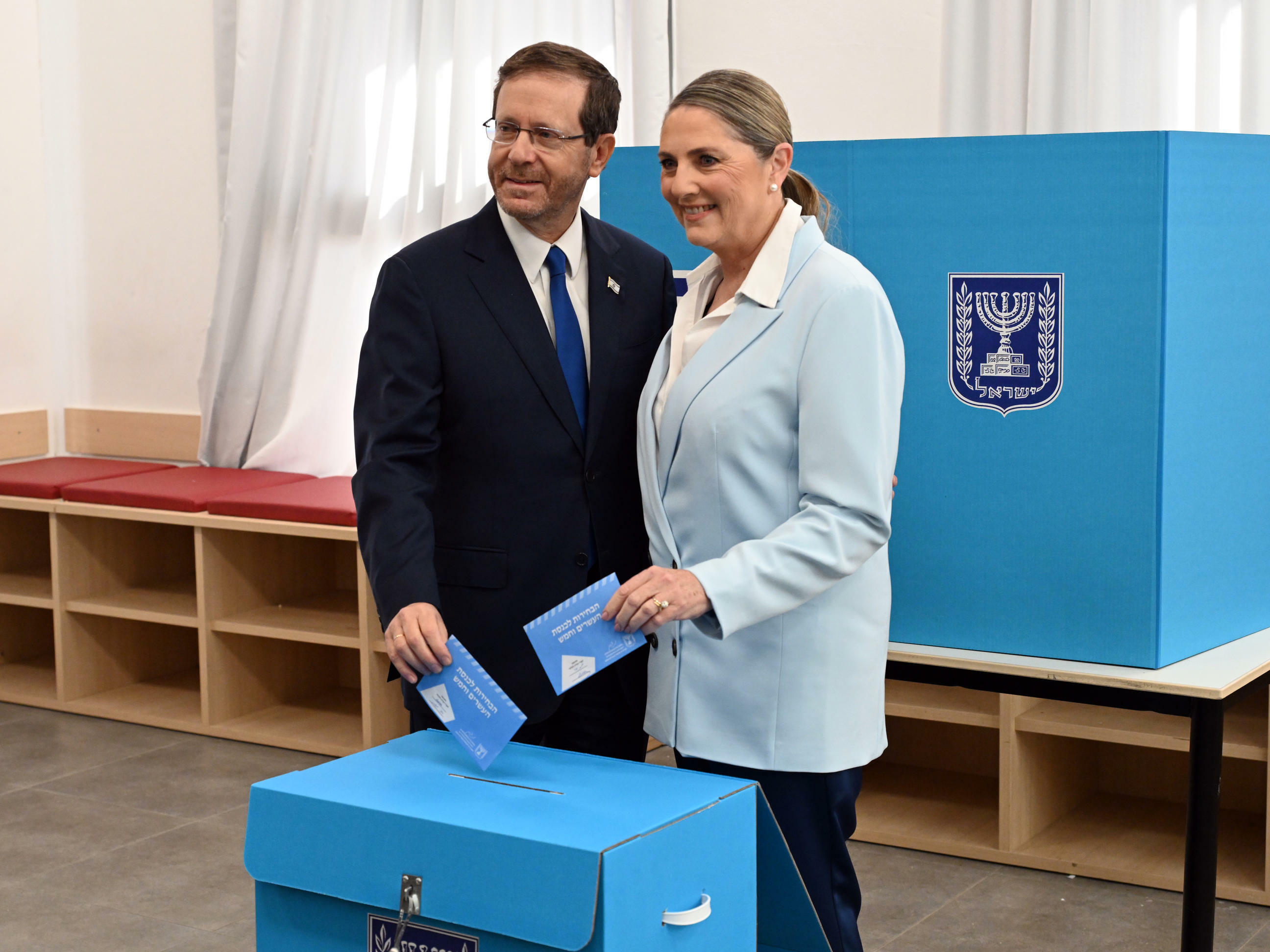
صوت الرئيس اسحق هرتسوغ وزوجته ميخال في الانتخابات

في 10 يوليو / تموز، شكل بلو آند وايت والأمل الجديد قائمة مشتركة عُرفت باسم بلو آند وايت - الأمل الجديد، والتي استبعدت ديرخ إريتز، الذي ترشح كجزء من الأمل الجديد في عام 2021. في 14 أغسطس، انضم إلى القائمة رئيس أركان الجيش الإسرائيلي السابق، غادي إيزنكوت، وكذلك عضوي الكنيست من يمينا ماتان كاهانا وشيرلي بينتو، وتم تغيير اسمه لاحقًا إلى حزب الوحدة الوطنية.
في 27 تموز / يوليو، شكل يمينا قائمة مشتركة مع دريخ إريتس، عُرفت بالروح الصهيونية. تم حل التحالف في 11 سبتمبر. في 13 سبتمبر، أعلنت يمينة عن جولة مشتركة مع «البيت اليهودي». في ذلك اليوم، انسحب دريخ إيرتز من السباق.
في 15 سبتمبر 2022، قبل عدة دقائق من الموعد النهائي لتقديم قائمة الحزب، تم حل القائمة المشتركة، مع تقديم حزب التجمع والجبهة لقائمتين منفصلتين.
في أغسطس، شنت إسرائيل عملية "كسر الفجر"، مما أدى إلى اشتباكات بين القوات الإسرائيلية والفصائل الفلسطينية. تم دعم العملية من قبل أعضاء المعارضة، بما في ذلك نتنياهو، الزعيم الصهيوني الديني بتسلئيل سموتريتش وزعيم حزب شاس أرييه درعي.

## النظام الانتخابي في الكنيست
يتم انتخاب مقاعد الكنيست البالغ عددها 120 مقعدًا عن طريق القائمة المغلقة بنظام التمثيل النسبي في دائرة انتخابية واحدة على مستوى الدولة. العتبة الانتخابية للانتخابات 3.25٪. يمكن لحزبين التوقيع على اتفاق تصويت فائض يسمح لهما بالتنافس على المقاعد المتبقية كما لو كانا يتنافسان معًا على نفس القائمة. تفضل طريقة بدر - عوفر القوائم الأكبر قليلاً، مما يعني أن التحالفات من المرجح أن تحصل على مقاعد متبقية أكثر من الأحزاب الفردية. إذا حصل التحالف على مقاعد متبقية، يتم تطبيق حساب بدر- عوفر بشكل خاص لتحديد كيفية تقسيم المقاعد بين القائمتين المتحالفتين.

## النتائج

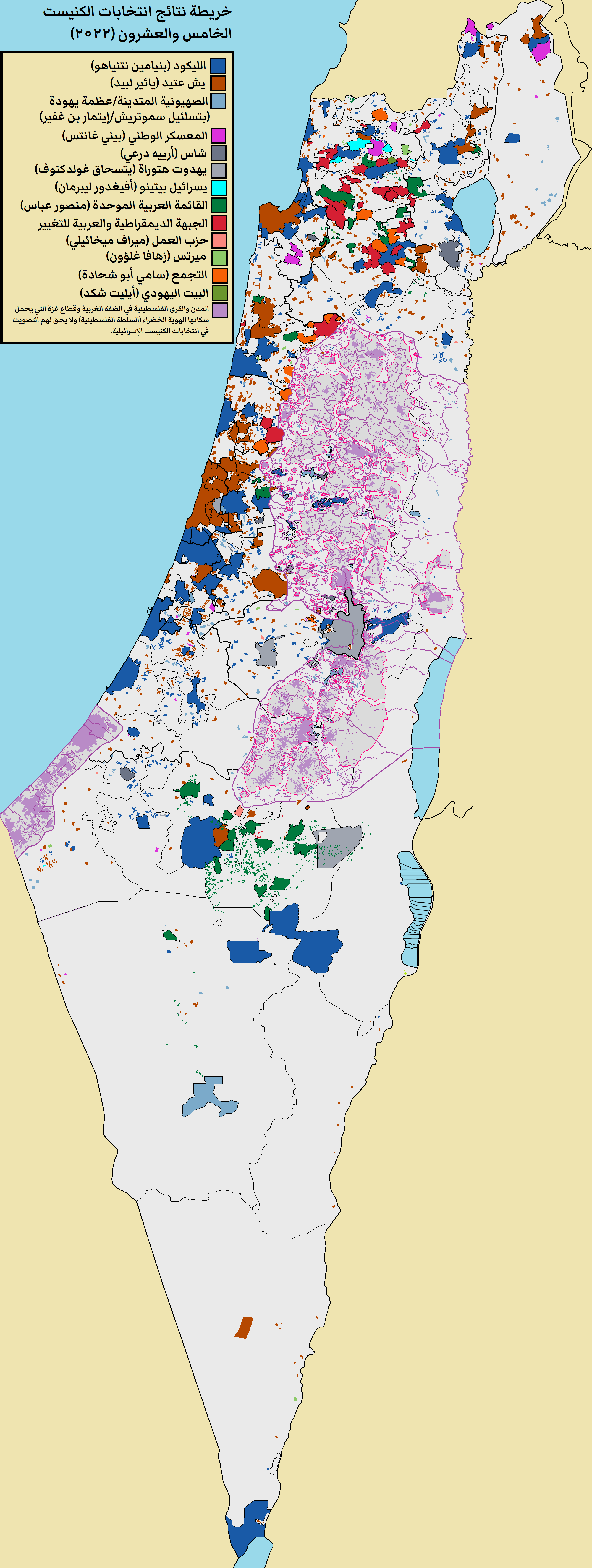
خريطة‌ نتائج انتخابات الكنست